# Cis krausi
Cis krausi är en skalbaggsart som beskrevs av Dalla Torre 1911. Cis krausi ingår i släktet Cis och familjen trädsvampborrare. Inga underarter finns listade i Catalogue of Life.